# Větrník (kulle)
Větrník är en kulle i Tjeckien.   Den ligger i regionen Vysočina, i den centrala delen av landet, 110 km sydost om huvudstaden Prag. Toppen på Větrník är 572 meter över havet.
Terrängen runt Větrník är platt. Runt Větrník är det ganska tätbefolkat, med 65 invånare per kvadratkilometer. Närmaste större samhälle är Jihlava, 2,0 km norr om Větrník. Trakten runt Větrník består till största delen av jordbruksmark.